# 3月21日
3月21日（さんがつにじゅういちにち）は、グレゴリオ暦で年始から80日目（閏年では81日目）にあたり、年末まであと285日ある。

## できごと

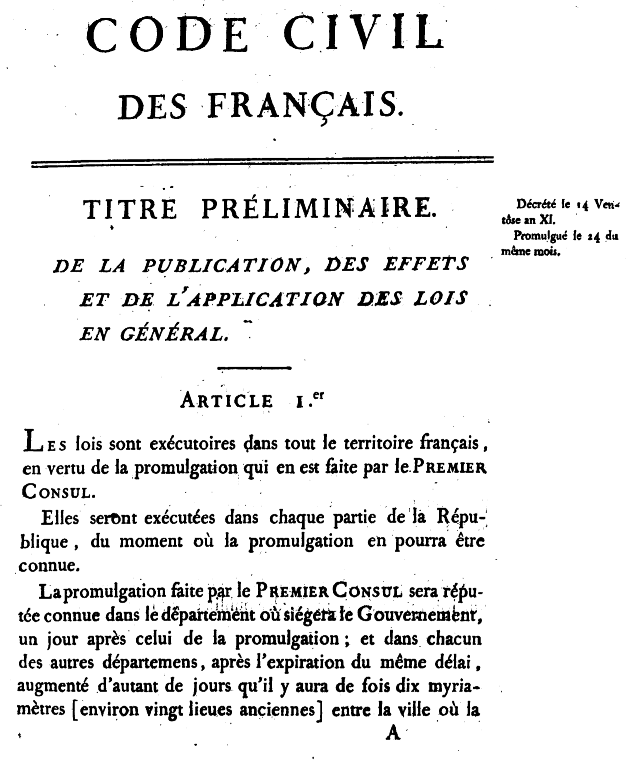
ナポレオン法典発効（1804年）

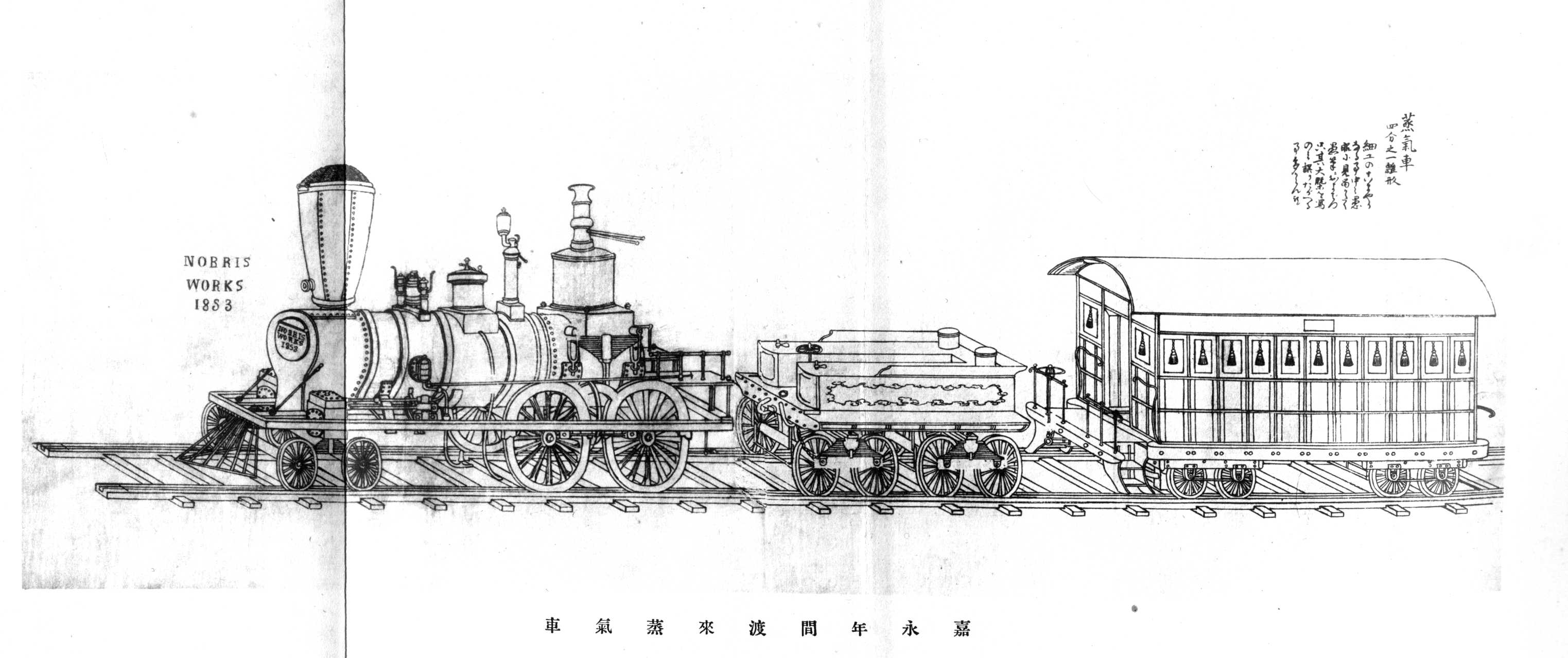
ペリー応接所で日本初の模型機関車が運転される（1854年）

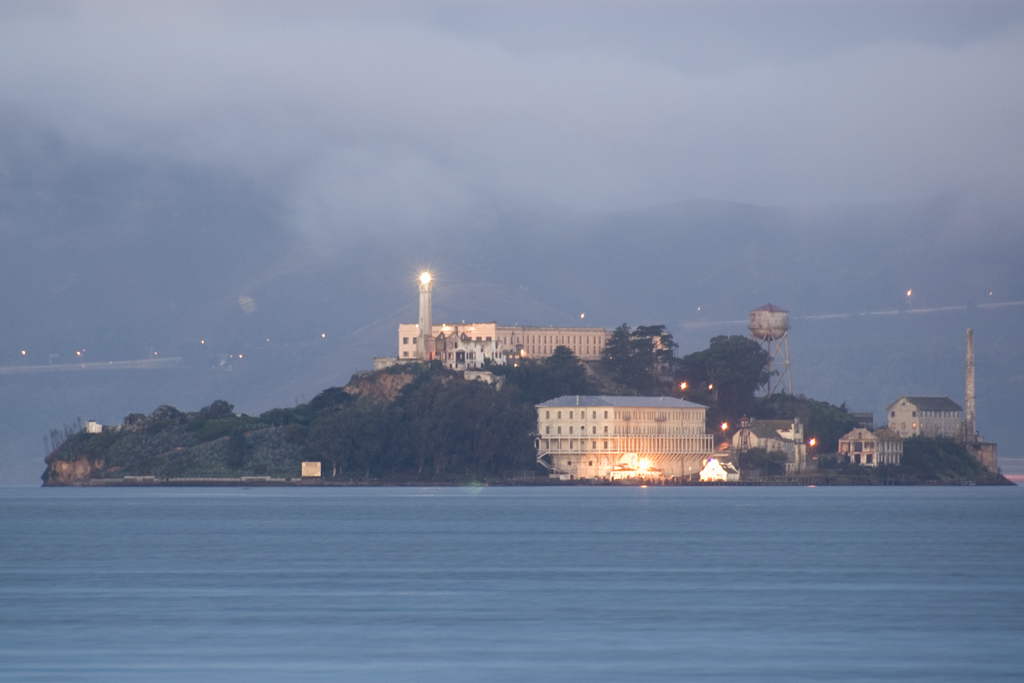
アメリカ合衆国の監獄島アルカトラズ島の刑務所閉鎖。現在は観光地となっている。

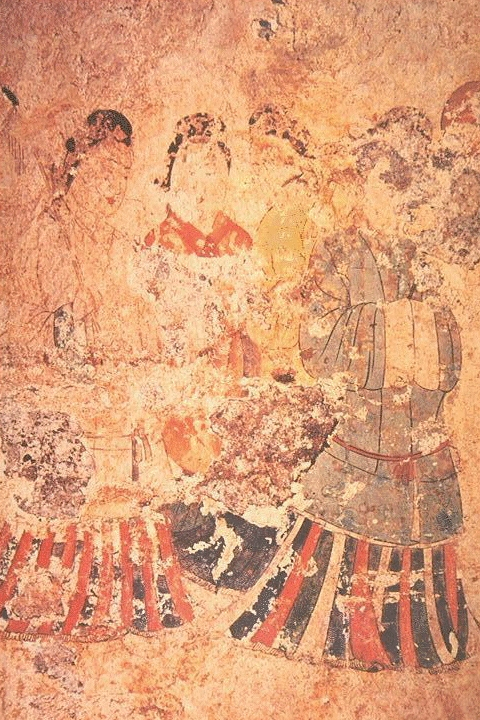
高松塚古墳にて極彩色壁画が発見される（1972年）

- 1566年 - イングランドの宗教改革指導者トマス・クランマーが女王メアリー1世の命により火刑[1]。
- 1591年（天正19年2月4日） - 葛西大崎一揆を扇動した嫌疑で、伊達政宗が上洛し喚問を受ける。
- 1801年 - エジプト・シリア戦役中、アレクサンドリアの戦いが起こる。
- 1804年 - フランス民法典（ナポレオン法典）の発布。
- 1854年（嘉永7年2月23日） - 横浜村のペリー応接所の庭にて、日本で初めて模型の機関車が運転される。
- 1871年 - オットー・フォン・ビスマルクがドイツ帝国の初代宰相に就任。
- 1874年 - 築地の海軍兵学寮で日本初の運動会「競闘遊戯会」が開催される。
- 1907年 - 小学校令が改正され、義務教育が6年間となる。
- 1909年 - 神戸・湊川埋め立て地から大阪・西成大橋東端までの32.2kmの「マラソン大競走阪神間20哩長距離競争」が開催。マラソンという言葉を使った最初のイベント。
- 1912年 - 洲崎遊郭で火災。1419戸が焼失[2]。
- 1918年 - 第一次世界大戦中、ドイツ軍がパリ砲による攻撃を開始。
- 1919年 - ハンガリー・ソビエト共和国が樹立される。8月6日に崩壊。
- 1921年 - ロシアが新経済政策（ネップ）を施行。
- 1928年 - 千葉県旭村で火災。隣の和田村、根郷村（両村は現在の佐倉市）にも飛び火して住家120戸、189棟が全焼。死者2人[3]。
- 1933年 - 衛戍教会でポツダムの日が行われる。式典後、国会に全権委任法が提出される。
- 1934年 - 函館大火が発生。死者2,166人。
- 1935年 - ペルシアが国号をイランに改称。
- 1935年 - 吉田岩窟王事件の無期徴役囚・吉田石松が23年ぶりに仮出獄し、再審請求を開始。
- 1940年 - ポール・レイノーがフランスの首相に就任。
- 1945年 - 第二次世界大戦: 大本営が硫黄島玉砕を発表。
- 1945年 - 第二次世界大戦: ロケット特攻機「桜花」が初めて実戦投入されるも、出撃した部隊は母機もろとも全滅し、戦果無し。
- 1945年 - 第二次世界大戦: イギリス空軍がカルタゴ作戦を実施。
- 1951年 - 日本国産初のカラー映画『カルメン故郷に帰る』が封切り。
- 1960年 - 南アフリカ共和国はヨハネスブルグ近郊のシャープビル（英語版）でシャープビル虐殺事件が発生（cf. #国際人種差別撤廃デー）。
- 1961年 - アメリカ合衆国大統領ジョン・F・ケネディが平和部隊を創設。
- 1963年 - アメリカのサンフランシスコ湾にあるアルカトラズ島の連邦刑務所が閉鎖される。
- 1965年 - レインジャー計画: 月面探査機「レインジャー9号」の打ち上げ。
- 1967年 - ストックホルムオリンピックのマラソン競技を日射病のために途中棄権し、その後行方不明になったとされていた金栗四三が同大会開催から55周年を記念した式典に招待され、用意されたゴールテープを切る。
- 1969年 - 一般有料道路西名阪道路（現・西名阪自動車道）松原IC（現・松原JCT） - 天理IC間が開通。
- 1972年 - 高松塚古墳で極彩色壁画が発見される。
- 1976年 - 北海道追分町（現・安平町）にある追分機関区で、最後の蒸気機関車が運用される。
- 1977年 - インド総選挙（英語版）で与党の国民会議が惨敗し、インディラ・ガンディー首相も落選。
- 1980年 - アメリカ合衆国大統領ジミー・カーターが、ソ連のアフガニスタン侵攻に抗議して、同年夏のモスクワオリンピックのボイコットを表明。
- 1982年 - 浦河沖地震が発生。
- 1985年 - 日本初のエイズ患者は血友病患者であったと報道される。翌日、厚生省が第1号はアメリカから一時帰国の同性愛者であるとして否定した。
- 1990年 - ナミビアが南アフリカ共和国から独立。
- 1994年 - 気候変動枠組条約が発効。
- 1998年 - 明石海峡大橋が開通。2022年3月にトルコで開通した「1915チャナッカレ橋」に抜かれるまで約24年間、世界で最も長い吊り橋だった[4]。
- 2001年 - 任天堂が携帯型ゲーム機「ゲームボーイアドバンス」を発売。
- 2006年 - Twitterで最初のツイート（つぶやき）が投稿される。
- 2009年 - マダガスカル・クーデター: マダガスカル大統領にアンドリー・ラジョエリナが就任。
- 2013年 - プランクによる測定で、宇宙の年齢は137.98±0.37億年であると発表。
- 2013年 - コープとうきょう、さいたまコープ、ちばコープが合併し、コープみらいが発足。
- 2019年 - MLB・シアトル・マリナーズのイチローが現役引退を発表[5]。
- 2019年 - ミシェル・テメル前ブラジル大統領が汚職の嫌疑で逮捕[6]。
- 2019年 - 中国江蘇省塩城市の化学工場で爆発事故[7]。（en:2019 Yancheng chemical plant explosion）
- 2022年 - 中国東方航空5735便墜落事故。
- 2022年 - 長崎県大村市の大村競艇場で開催された SG「第57回総理大臣杯」で遠藤エミがスペシャルグレードの女子選手初制覇の快挙を成し遂げる[8]。

## 誕生日

### 人物

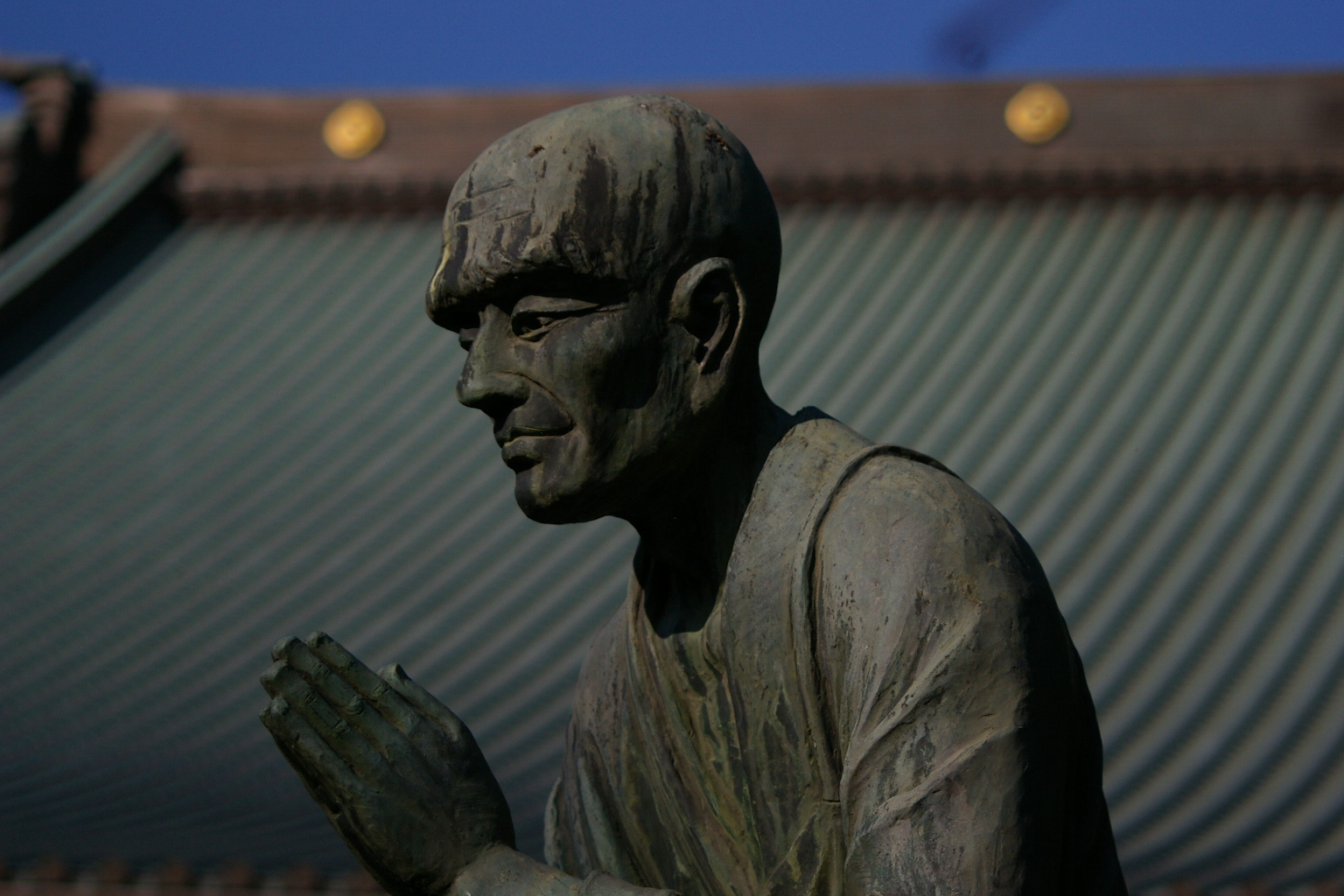
時宗の開祖、一遍上人
（1239-1289年）

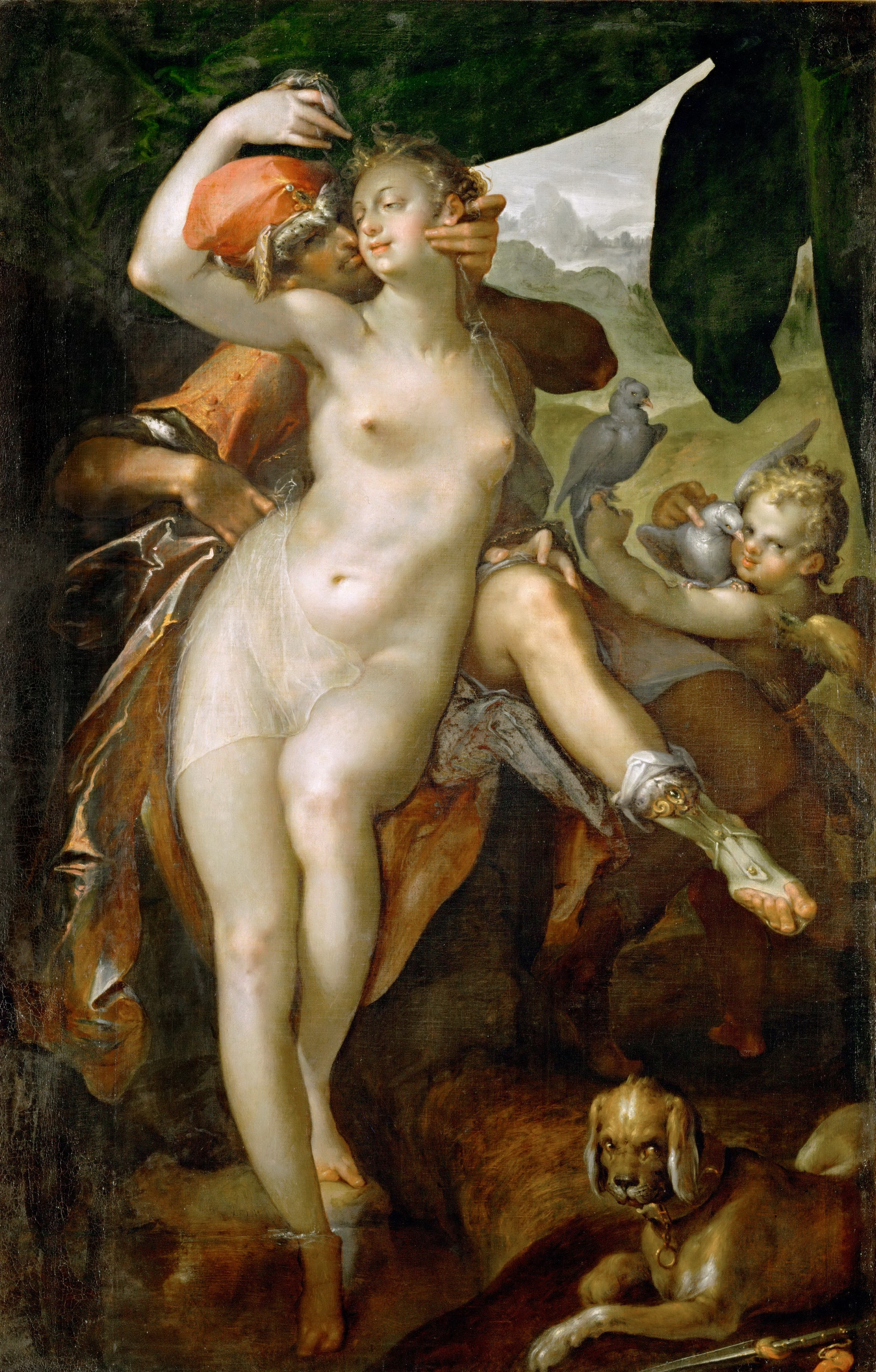
北方フランドルの画家、バルトロメウス・スプランヘル（1546-1611年）の作品『ヴィーナスとアドニス』（1595/1597年）

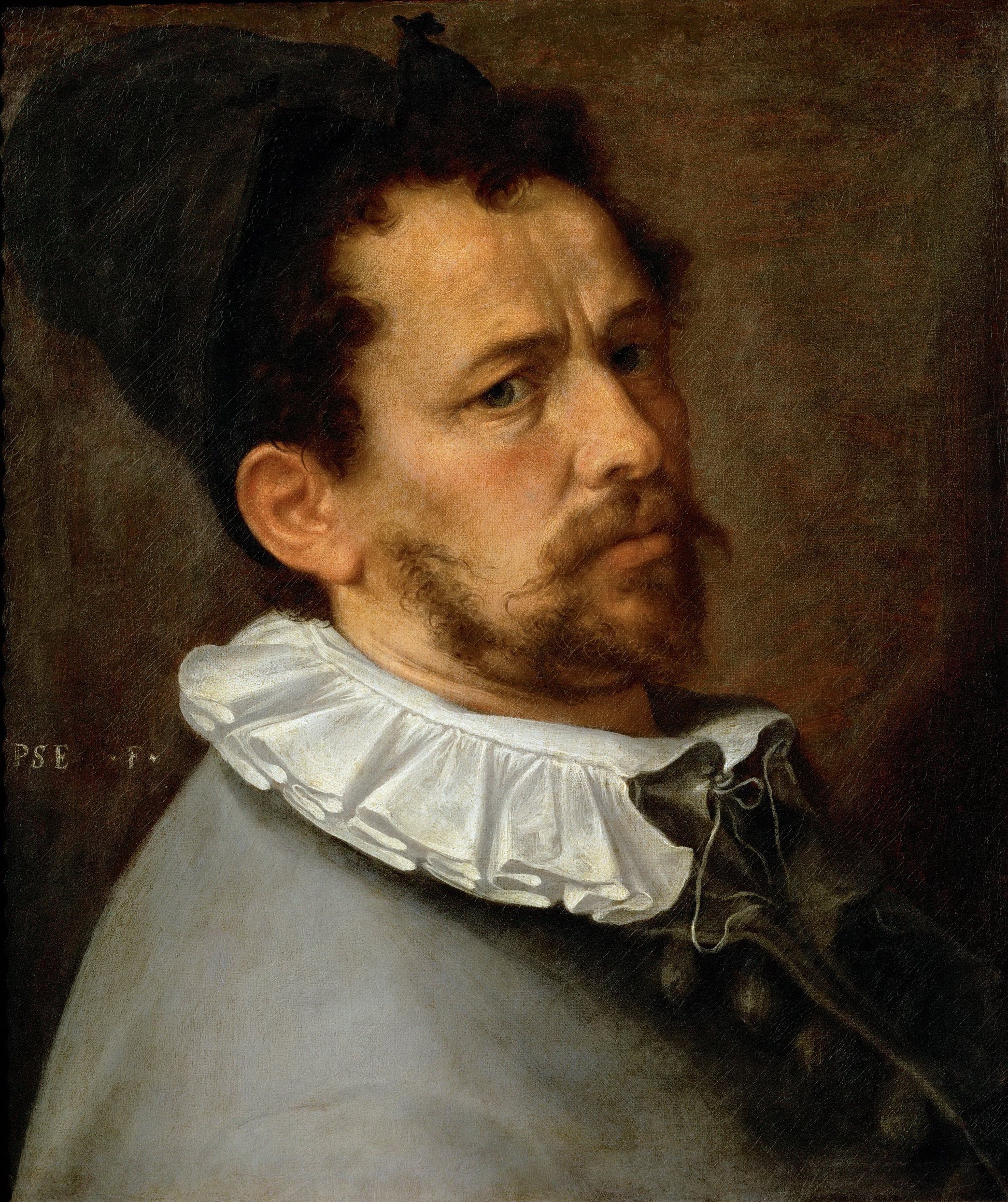
バルトロメウス・スプランヘル（1546-1611年）の自画像（1580/1585年）

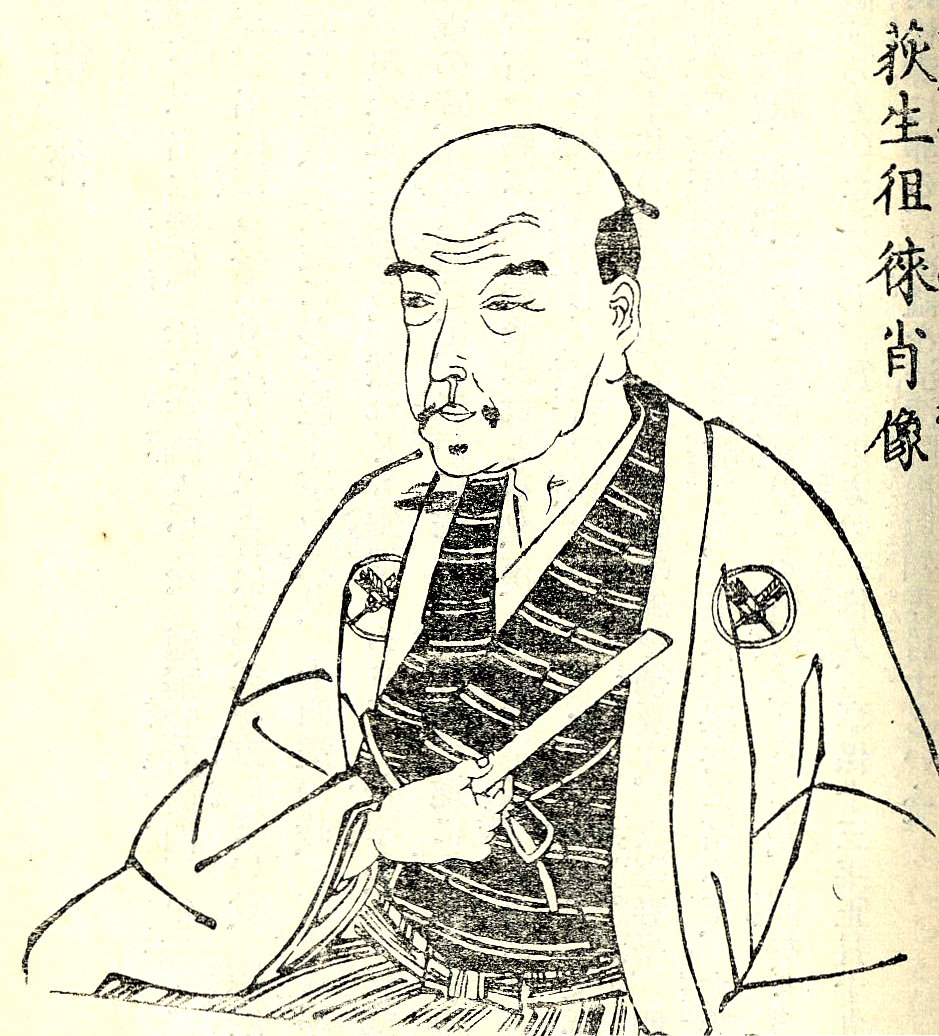
儒学者、荻生徂徠
（1666-1728年）

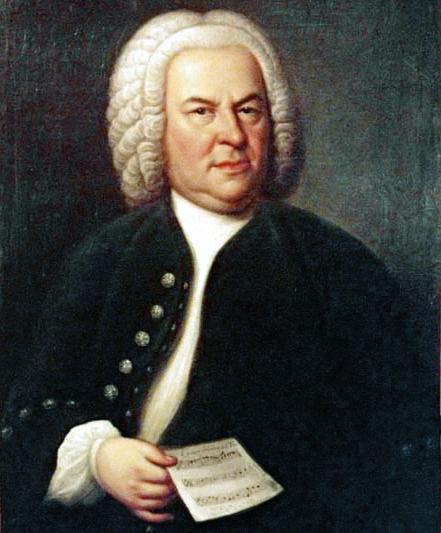
音楽の父、ヨハン・ゼバスティアン・バッハ（1685-1750年）

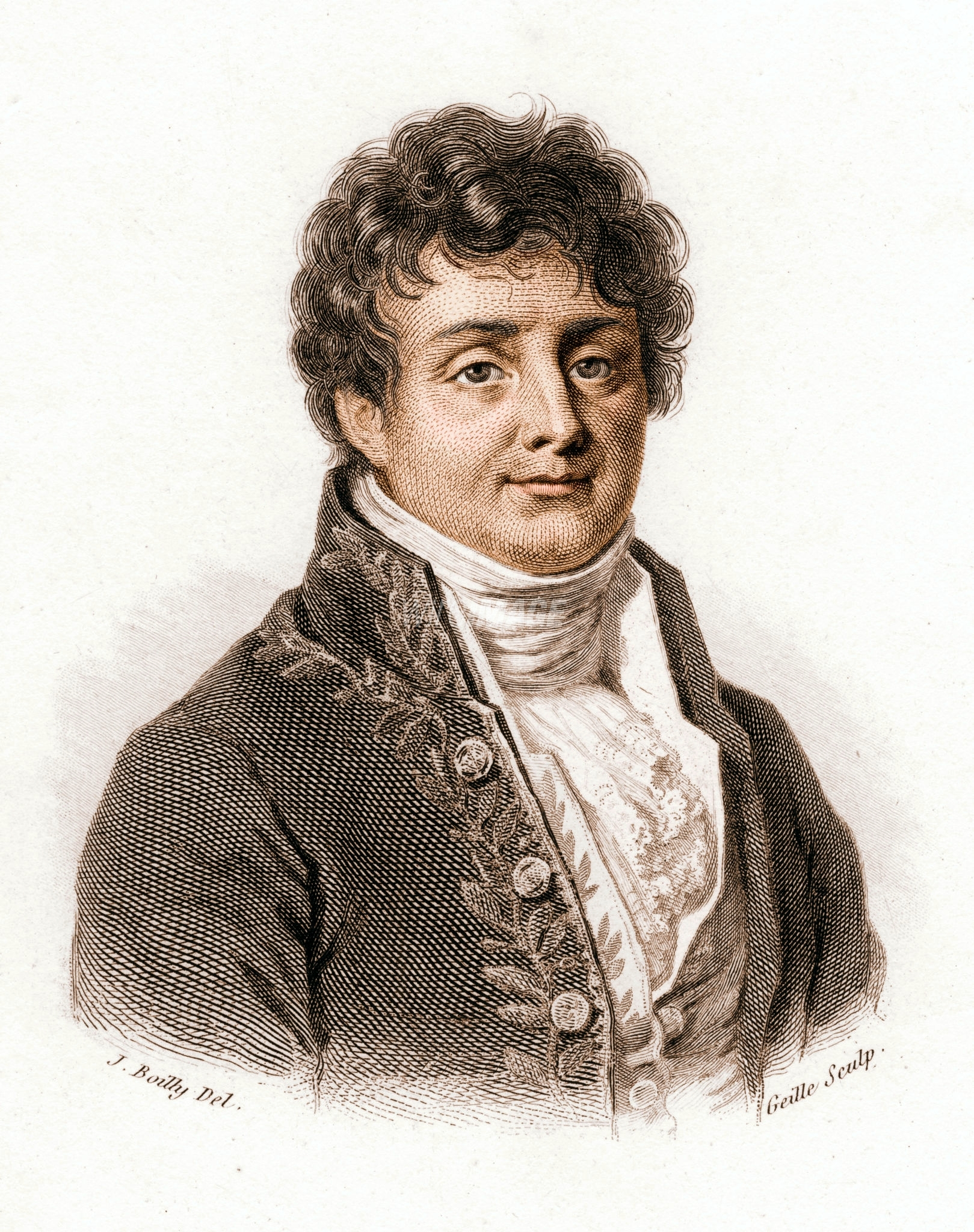
数学者ジョゼフ・フーリエ
（1768-1830年）

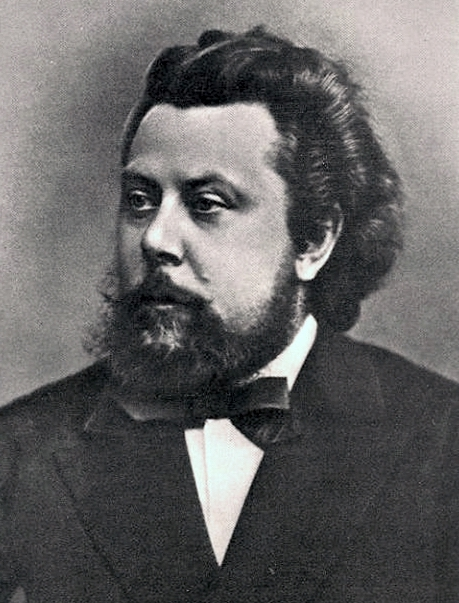
国民楽派の作曲家モデスト・ムソルグスキー（1839-1881年）。代表曲『展覧会の絵』（1874年）。

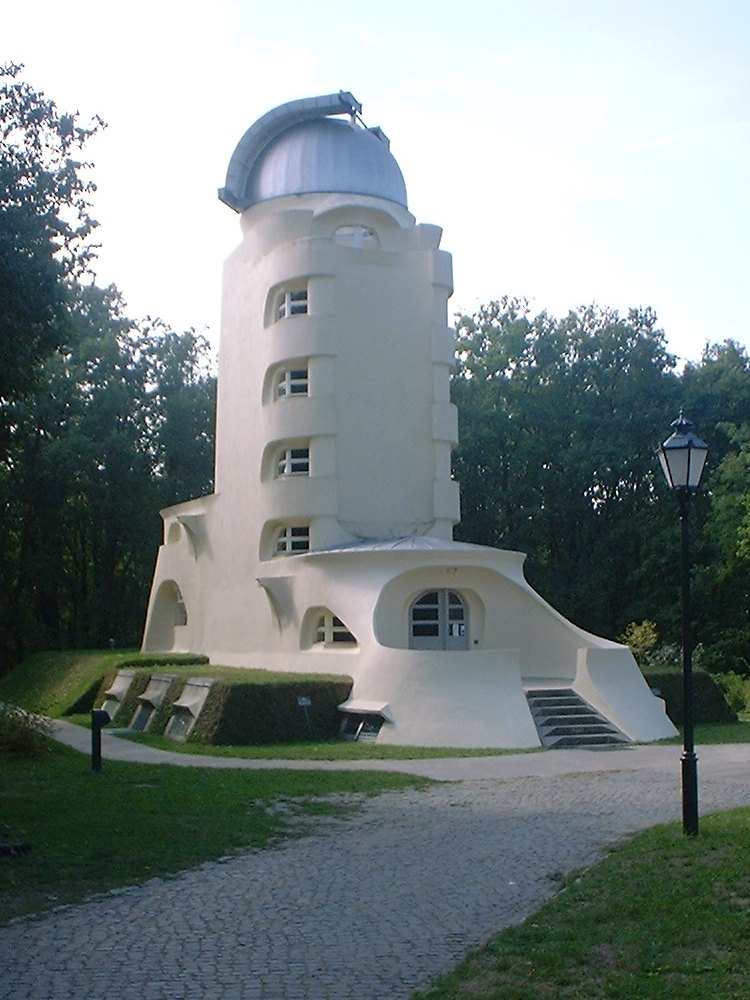
建築家エーリヒ・メンデルゾーン（1887-1953年）が遺した表現主義建築の代表作「アインシュタイン・タワー」（1921年）

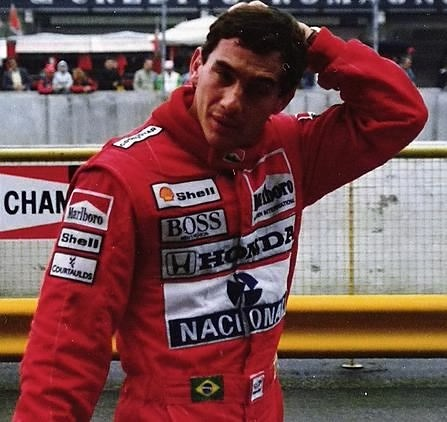
F1ドライバー アイルトン・セナ（1960-1994年）

- 927年（天成2年2月16日） - 趙匡胤、中国北宋の初代皇帝（+ 976年）
- 1239年（延応元年2月15日） - 一遍、僧侶（時宗開祖）（+ 1289年）
- 1546年 - バルトロメウス・スプランヘル、画家（+ 1611年）
- 1601年（慶長6年2月17日） - 吉川広正、第2代岩国領領主（+ 1666年）
- 1666年（寛文6年2月16日） - 荻生徂徠、儒学者（+ 1728年）
- 1668年（寛文8年2月9日） - 小笠原長胤、第3代中津藩主（+ 1709年）
- 1670年（寛文10年2月1日） - 田村誠顕、第2代一関藩主（+ 1727年）
- 1690年（元禄3年2月11日） - 稲葉恒通、第7代臼杵藩主（+ 1720年）
- 1736年 - クロード・ニコラ・ルドゥー、建築家（+ 1806年）
- 1758年（宝暦8年2月12日） - 堀直郷、第8代須坂藩主（+ 1784年）
- 1763年 - ジャン・パウル、小説家（+ 1825年）
- 1768年 - ジョゼフ・フーリエ、数学者（+ 1830年）
- 1773年（安永2年2月29日） - 宗義功、第12代対馬府中藩主（+ 1813年）
- 1775年 - リュシアン・ボナパルト、政治家（+ 1850年）
- 1782年（天明2年2月8日） - 熊谷直好、歌人（+ 1862年）
- 1805年（文化2年2月21日） - 山田方谷、儒学者（+ 1877年）
- 1806年 - ベニート・フアレス、政治家、メキシコ大統領（+ 1872年）
- 1839年 - モデスト・ムソルグスキー、作曲家（+ 1881年）
- 1848年（弘化5年2月17日） - 内藤政憲、第14代湯長谷藩主（+ 1919年）
- 1851年 - アドルフ・ブロツキー、ヴァイオリニスト（+ 1929年）
- 1855年 - エミール・ヴェルハーレン、詩人、劇作家（+ 1916年）
- 1866年（慶応2年2月5日） - 若槻禮次郎、政治家、25代・28代内閣総理大臣（+ 1949年）
- 1876年 - 押川春浪、SF作家（+ 1914年）
- 1880年 - ハンス・ホフマン、画家、教育者（+ 1966年）
- 1883年 - 野口保市郎、地理学者（+ 1952年）
- 1884年 - ジョージ・デビット・バーコフ、数学者（+ 1944年）
- 1887年 - 高畑誠一、実業家（+ 1978年）
- 1887年 - エーリヒ・メンデルゾーン、建築家（+ 1953年）
- 1889年 - 柳宗悦、思想家、美術評論家（+ 1961年）
- 1894年 - 荒川豊蔵、陶芸家（+ 1985年）
- 1897年 - 菅原明朗、作曲家、啓蒙家（+ 1988年）
- 1898年 - ポール・ワイス、生物学者（+ 1989年）
- 1899年 - 水島三一郎、化学者（+ 1983年）
- 1902年 - サン・ハウス、ブルースミュージシャン（+ 1988年）
- 1904年 - ニコス・スカルコッタス、作曲家（+ 1949年）
- 1905年 - 村瀬幸子、女優（+ 1993年）
- 1906年 - 河野鷹思、グラフィックデザイナー（+ 1999年）
- 1906年 - ジョン・ロックフェラー3世（英語版）、実業家（+ 1978年）
- 1907年 - 近藤宮子、作詞家（+ 1999年）
- 1910年 - 西田修平、陸上競技選手（棒高跳）（+ 1997年）
- 1910年 - 柳原義達、彫刻家（+ 2004年）
- 1910年 - 佐賀潜、推理作家、弁護士（+ 1970年）
- 1912年 - 布施健、検事総長（+ 1988年）
- 1914年 - ポール・トルトゥリエ、チェリスト、作曲家（+ 1990年）
- 1915年 - 松平永芳、靖国神社宮司（+ 2005年）
- 1915年 - イリナ・ユスポヴァ、フェリックス・ユスポフの娘（+ 1983年）
- 1916年 - 斉藤茂太、精神科医、エッセイスト（+ 2006年）
- 1916年 - 小沼文彦、ロシア文学者（+ 1998年）
- 1917年 - 秋山長造、政治家（+ 2010年）
- 1918年 - 升田幸三、将棋棋士（+ 1991年）
- 1918年 - 青葉笙子、歌手（+ 2012年）
- 1919年 - 小島貞二、演芸・格闘技評論家、元大相撲力士（+ 2003年）
- 1920年 - エリック・ロメール、映画監督（+ 2010年）
- 1921年 - アルテュール・グリュミオー、ヴァイオリニスト（+ 1986年）
- 1921年 - アブドッサラーム・アーリフ、イラク第二共和政の第2代大統領（+ 1966年）
- 1922年 - ラス・メイヤー、映画監督（+ 2004年）
- 1924年 - 伊藤宗一郎、第69代衆議院議長（+ 2001年）
- 1924年 - オーティス・スパン - ブルース・ピアニスト（1930年生説もあり）（+ 1970年）
- 1924年 - ハリー・レーマン、物理学者（+ 1998年）
- 1925年 - 信夫山治貞、元大相撲力士（+ 1977年）
- 1925年 - ピーター・ブルック、演出家（+ 2022年）
- 1925年 - ユーゴ・コブレ、自転車競技選手（+ 1964年）
- 1927年 - 宮城まり子、女優、歌手（+ 2020年）
- 1927年 - ハンス・ディートリヒ・ゲンシャー、政治家（+ 2016年）
- 1927年 - ホルトン・アープ、天文学者（+ 2013年）
- 1928年 - 奥田幹生、政治家（+ 2018年）
- 1931年 - 豊登道春、元大相撲力士、プロレスラー（+ 1998年）
- 1932年 - 高森和子、女優、エッセイスト
- 1932年 - ウォルター・ギルバート、物理学者、生化学者
- 1933年 - 種村季弘、ドイツ文学者（+ 2004年）
- 1933年 - 本田靖春、作家、評論家（+ 2004年）
- 1934年 - 大和田明、元プロ野球選手（+ 2001年）
- 1934年 - 原哲男、俳優（+ 2013年）
- 1934年 - 齊藤寛、実業家（+ 2024年）
- 1935年 - 井上孝雄、俳優（+ 1994年）
- 1935年 - 島田久、政治家（+ 2010年）
- 1935年 - 吉田勝豊、元プロ野球選手（+ 2016年）
- 1935年 - ブライアン・クラフ、サッカー選手、指導者（+ 2004年）
- 1936年 - マイク・ウエストブルック、ミュージシャン
- 1936年 - 渡部猛、声優（+ 2010年）
- 1938年 - 坂井勝二、元プロ野球選手
- 1938年 - 竹田真砂子、小説家、脚本家、演出家
- 1940年 - 阿知波信介、俳優（+ 2007年）
- 1940年 - ソロモン・バーク、R&B歌手（+ 2010年）
- 1941年 - 浅井淑子、声優
- 1942年 - フランソワーズ・ドルレアック、女優（+ 1967年）
- 1942年 - フラディケ・デ・メネゼス、政治家
- 1944年 - 伊能正司、元プロ野球選手
- 1946年 - 九重佑三子、歌手、女優
- 1946年 - ティモシー・ダルトン、俳優
- 1947年 - 加藤和彦、音楽プロデューサー（+ 2009年）
- 1947年 - 平野レミ、歌手、料理研究家
- 1948年 - 上野正三、政治家
- 1949年 - 橋本真由美、実業家
- 1949年 - 夏純子、女優
- 1949年 - スラヴォイ・ジジェク、哲学者、精神分析家
- 1950年 - 淡路仁茂、将棋棋士
- 1950年 - 残間里江子、イベントプロデューサー
- 1950年 - チョー・ヨンピル、歌手
- 1951年 - 岩城滉一、俳優
- 1952年 - 吉村達也、小説家（+ 2012年）
- 1953年 - 成田裕介、映画監督
- 1953年 - 瀬戸口清文、たいそうのおにいさん
- 1954年 - プラユット・チャンオチャ、タイ王国首相
- 1955年 - フィリップ・トルシエ、元サッカー選手、指導者
- 1955年 - ベーベル・エッカート、元陸上競技選手
- 1955年 - ジャイール・ボルソナーロ、政治家、第38代ブラジル大統領
- 1956年 - イングリッド・クリスチャンセン、元陸上競技選手
- 1956年 - 佐々木るん、声優
- 1956年 - バッキー木場、声優、ナレーター
- 1956年 - 板井圭介、元大相撲力士（+ 2018年）
- 1957年 - 友里千賀子、女優
- 1958年 - ゲイリー・オールドマン、俳優
- 1958年 - マルリース・ゲール、元陸上競技選手
- 1958年 - シルヴィア、歌手（+ 2010年[9]）
- 1958年 - 田崎真也、ソムリエ
- 1959年 - 植松伸夫、作曲家
- 1959年 - 浅暮三文、小説家
- 1960年 - アイルトン・セナ、F1ドライバー（+ 1994年）
- 1961年 - 住宅顕信、俳人（+ 1987年）
- 1961年 - かみやたかひろ、漫画家
- 1961年 - 森下知幸、高校野球指導者（+ 2024年）
- 1961年 - 城福浩、元サッカー選手、指導者
- 1961年 - ローター・マテウス、元サッカー選手、指導者
- 1962年 - 垣野内成美、漫画家、アニメーター
- 1962年 - マシュー・ブロデリック、俳優
- 1962年 - 丸山浩、キャラクターデザイナー
- 1962年 - ロージー・オドネル、コメディアン、女優
- 1963年 - 高田裕三、漫画家
- 1963年 - ロナルド・クーマン、元サッカー選手、指導者
- 1963年 - ショーン・ダンストン、元プロ野球選手
- 1964年 - 江國香織、小説家
- 1964年 - 村山斉、物理学者
- 1964年 - 山岡龍孔、CG写真作家
- 1965年 - 遠藤みやこ、声優
- 1965年 - 山崎和佳奈、声優
- 1965年 - ティム・マッキントッシュ、元プロ野球選手
- 1966年 - 立川智也、作曲家、編曲家、音楽プロデューサー
- 1967年 - 岡浩也、元俳優
- 1967年 - 川島だりあ、ミュージシャン
- 1968年 - 三島ゆたか、俳優
- 1968年 - 水島広子、医学者、政治家
- 1968年 - リック・デハート、元プロ野球選手
- 1969年 - 勝又清和、将棋棋士
- 1969年 - アリ・ダエイ、サッカー選手
- 1969年 - 土田世紀、漫画家（+ 2012年）
- 1970年 - 木村明広、イラストレーター、CG作家、漫画家
- 1970年 - 濱ノ嶋啓志、元大相撲力士、年寄17代尾上
- 1971年 - 山王丸和恵、アナウンサー
- 1971年 - コルネル・ゲオルゲ、フィギュアスケート選手
- 1972年 - 小林麻子、女優
- 1972年 - 白鳥哲、声優、俳優
- 1972年 - 伊勢直弘、脚本家、演出家、俳優
- 1972年 - デラルツ・ツル、陸上競技選手
- 1973年 - 石井正則、お笑い芸人、俳優（元アリtoキリギリス）
- 1974年 - 俊藤光利、俳優
- 1974年 - 出島武春、元大相撲力士、年寄15代大鳴戸
- 1974年 - マルコス・パウロ・ソウザ・リベイロ、元サッカー選手
- 1974年 - ローラ・アレン、女優
- 1975年 - ファブリシオ・オベルト、バスケットボール選手
- 1976年 - 音尾琢真、タレント、俳優（TEAM-NACS）
- 1977年 - 桐田咲智代、アナウンサー
- 1978年 - 川原田樹、俳優
- 1978年 - 竹森巧、お笑いタレント（アップダウン）
- 1978年 - 日笠山亜美、声優
- 1978年 - まちだあきこ、元お笑いタレント
- 1980年 - 近衛はな、女優
- 1980年 - 鬼塚智徳、トレイルランナー
- 1980年 - 寺田武史、元サッカー選手
- 1980年 - 市井舞、元プロレスラー
- 1980年 - デリック・ウィブリー、ミュージシャン（Sum 41）
- 1980年 - マリット・ビョルゲン、クロスカントリースキー選手
- 1980年 - ロナウジーニョ、元サッカー選手
- 1981年 - 冴木里江、ストリッパー
- 1981年 - 鮫島巧、ミュージシャン
- 1982年 - 松下幸司、俳優
- 1982年 - アーロン・ヒル、元プロ野球選手
- 1982年 - 92、歌手（GRe4N BOYZ）
- 1984年 - 大森玲子、タレント
- 1984年 - 加藤良輔、俳優
- 1984年 - 平井“ファラオ”光、お笑い芸人（馬鹿よ貴方は）
- 1984年 - ワーナー・マドリガル、プロ野球選手
- 1985年 - エイドリアン・ピーターソン、アメリカンフットボール選手
- 1985年 - ウイルソン、サッカー選手
- 1986年 - 根本朋久、元プロ野球選手
- 1986年 - 林泓育、プロ野球選手
- 1987年 - 高崎紗緒梨、バレーボール選手
- 1987年 - カルロス・カラスコ、プロ野球選手
- 1987年 - 国濤、元プロ野球選手
- 1988年 - リー・カッターモール、サッカー選手
- 1988年 - 堀口あすか、声優
- 1989年 - 佐藤健、俳優
- 1989年 - 秋吉亮、元プロ野球選手
- 1989年 - 當間建文、サッカー選手
- 1989年 - 橋本彩、グラビアアイドル
- 1989年 - 長谷川里奈、元グラビアアイドル
- 1989年 - ジョルディ・アルバ、サッカー選手
- 1989年 - ニコラス・ロデイロ、サッカー選手
- 1990年 - 新畑博美、ファッションモデル
- 1990年 - クリスティーナ・チットウッド、アイスダンス選手
- 1991年 - アントワーヌ・グリーズマン、サッカー選手
- 1992年 - 水沢エレナ、女優、ファッションモデル
- 1993年 - 小池詩織、アイスホッケー選手
- 1994年 - 森杏奈、元AKB48
- 1995年 - 高木優希、俳優
- 1995年 - アンソニー・ケイ、プロ野球選手
- 1995年 - さくらゆら、元AV女優
- 1996年 - 大濱絵梨香、女優
- 1996年 - 谷岡竜平、元プロ野球選手
- 1997年 - 吉田志織、女優
- 1997年 - 橋詰大慧、陸上選手
- 1997年 - 青木美奈実、南海放送アナウンサー
- 1998年 - 河合あすな、AV女優、元グラビアアイドル
- 1999年 - ローレン花恋、AV女優
- 2000年 - 鷹野日南、アイドル（KissBee）（+2020年[10]）
- 2001年 - 金子元紀、ラグビーユニオン選手
- 2003年 - タチアナ・トロク、バレーボール選手
- 2004年 - ANTON、アイドル（RIIZE）
- 2005年 - 伊達花彩、アイドル、女優
- 生年不詳 - 桜川ひめこ、歌手、タレント
- 生年不詳 - 五十嵐愛子、声優
- 生年不詳 - 長内菜摘美、声優
- 生年不詳 - 片貝まこ、声優

### 人物以外（動物など）
- 1987年 - メジロパーマー、競走馬（+ 2012年）
- 1990年 - ウイニングチケット、競走馬（+ 2023年）
- 1991年 - ゴーゴーゼット、競走馬（+ 1999年）
- 2000年 - アイポッパー、競走馬（+ 2008年）
- 2022年 - クロワデュノール、競走馬

## 忌日

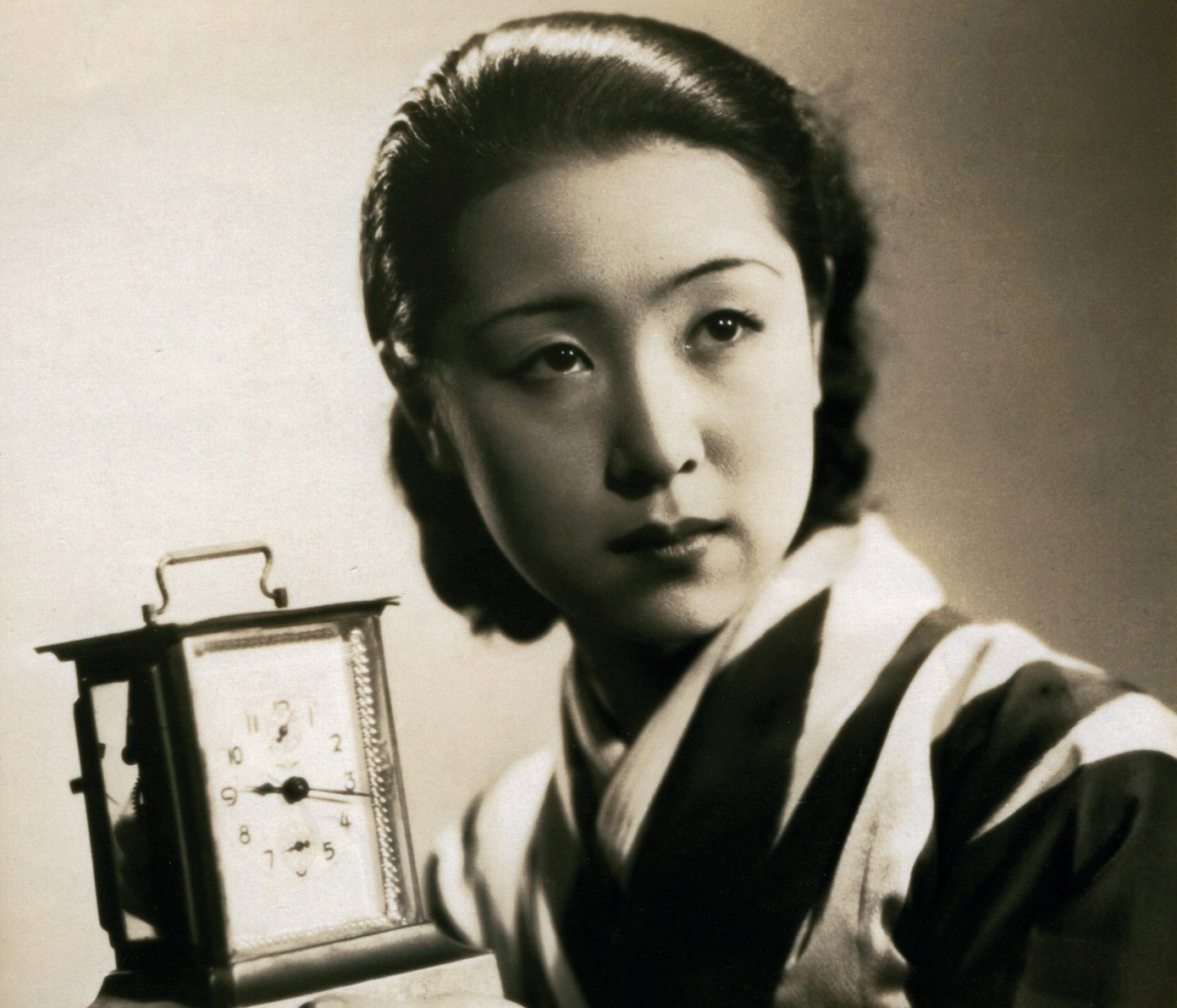
黎明期の日本映画界を代表する女優、田中絹代（1909-1977年）

- 1063年 - リヘザ・ロタリンスカ、ポーランド王ミェシュコ2世の妃（* 995年頃）
- 1076年 - ロベール1世、ブルゴーニュ公（* 1011年）
- 1306年 - ロベール2世、ブルゴーニュ公（* 1248年）
- 1566年 - トマス・クランマー、カンタベリー大主教（* 1489年）
- 1729年 - ジョン・ロー、経済学者（* 1671年）
- 1762年 - ニコラ・ルイ・ド・ラカーユ、天文学者（* 1713年）
- 1772年 - アレクサンドル・ココリーノフ、建築家（* 1726年）
- 1795年 - ジョヴァンニ・アルドゥイノ（英語版）、地質学者（* 1714年）
- 1801年 - アンドレア・ルケージ、作曲家（* 1741年）
- 1806年 - コジモ・アレッサンドロ・コリーニ、博物学者（* 1727年）
- 1827年 - ミシェル・ガブリエル・パッカール（イタリア語版）、登山家、医師、植物学者、モンブラン初登頂者（* 1757年）
- 1830年 - ヨハン・ルドルフ・ウィース、作家、哲学者（* 1782年）
- 1843年 - ロバート・サウジー、詩人、湖水詩人の1人（* 1774年）
- 1864年 - ルーク・ハワード、化学薬品製造者、アマチュア気象学者（* 1772年）
- 1864年 - イポリット・フランドラン、画家（* 1809年）
- 1888年 - 滝川忠雄、尾張藩士（* 1815年）
- 1892年 - アンニーバレ・デ・ガスパリス、天文学者（* 1819年）
- 1914年 - アウグスト・ヴェーラー、鉄道技師（* 1819年）
- 1915年 - フレデリック・テイラー、技術者、経営学者、科学的管理法発案者（* 1856年）
- 1922年 - ウォルター・ラングレー、画家（* 1852年）
- 1924年 - サミュエル・ウルマン、実業家、詩人、人道主義者（* 1840年）
- 1928年 - エドワード・マウンダー、天文学者（* 1851年）
- 1932年 - 中馬庚、教育者、野球選手、野球殿堂（* 1870年）
- 1934年 - フランツ・シュレーカー、作曲家（* 1878年）
- 1936年 - アレクサンドル・グラズノフ、作曲家（* 1865年）
- 1938年 - ジョン・ベイツ・クラーク、経済学者（* 1847年）
- 1941年 - 伊藤篤太郎、植物学者（* 1866年）
- 1946年 - 川村清一、植物学者（* 1881年）
- 1947年 - 中野武二、野球選手（* 1884年）
- 1950年 - 今井登志喜、西洋史学者、東京帝国大学名誉教授（* 1886年）
- 1952年 - ペーター・ペーターゼン（ドイツ語版）、教育者、イエナプラン教育考案者（* 1884年）
- 1957年 - チャールズ・ケイ・オグデン、ベーシック英語創案者（* 1889年）
- 1958年 - ポール・リヴェ（英語版）、民俗学者、人類博物館設立者（* 1876年）
- 1958年 - 俵田明、実業家、宇部興産創業者（* 1884年）
- 1958年 - C・M・コーンブルース、SF作家（* 1923年）
- 1963年 - 青山士、土木技師、官僚、第23代土木学会会長（* 1878年）
- 1969年 - コートニー・ホイットニー、弁護士、法学者、アメリカ陸軍将官（* 1897年）
- 1971年 - 横山エンタツ、漫才師（* 1896年）
- 1971年 - 深田久弥、小説家、登山家（* 1903年）
- 1974年 - キャンディ・ダーリング（英語版）、トランスジェンダー女優（* 1944年）
- 1975年 - 吉田安、弁護士、政治家（* 1890年）
- 1975年 - ジョー・メドウィック、元プロ野球選手（* 1911年）
- 1976年 - ジョー・ファルクス、バスケットボール選手（* 1921年）
- 1977年 - 田中絹代、女優（* 1909年）
- 1984年 - シャナ・グラント、ポルノ女優（* 1963年）
- 1985年 - 金子洋文、小説家、劇作家（* 1893年）
- 1985年 - マイケル・レッドグレイヴ、男優（* 1908年）
- 1988年 - エド・ローシュ、元プロ野球選手（* 1893年）
- 1991年 - レオ・フェンダー、弦楽器製作者（* 1909年）
- 1992年 - 西岡京治、農業専門家、植物学者（* 1933年）
- 1992年 - 和田明、高校野球指導者（* 1937年）
- 1993年 - 神永昭夫、柔道家（* 1936年）
- 1994年 - 宮原秀明、元プロ野球選手（* 1942年）
- 1996年 - 岡谷康治、実業家、元岡谷鋼機社長（* 1915年）
- 1997年 - ウィルバート・オードリー、聖職者、作家（* 1911年）
- 1997年 - 香山健一、政治学者（* 1933年）
- 1998年 - ガリーナ・ウラノワ、バレリーナ（* 1910年）
- 1998年 - 寺井直次、漆芸家（* 1912年）
- 1999年 - メアリー・エインスワース、発達心理学者（* 1913年）
- 1999年 - 杉山忠平、経済学者、東京経済大学名誉教授、静岡大学名誉教授（* 1921年）
- 2000年 - 山崎賢二、実業家、桐原書店創業者（* 1929年）
- 2000年 - 田波靖男、脚本家（* 1933年）
- 2001年 - 鄭周永、実業家、現代財閥創業者（* 1915年）
- 2001年 - 今村了介、小説家（* 1929年）
- 2002年 - 阿波根昌鴻、平和運動家（* 1901年）
- 2002年 - 北村四郎、キク科植物研究者、京都大学名誉教授（* 1906年）
- 2002年 - トマス・フラナガン、小説家、文学研究者（* 1923年）
- 2004年 - 仲住芳雄、騎手、調教師（* 1921年）
- 2004年 - 津島康一、俳優（* 1931年）
- 2005年 - 佐藤孝夫、元プロ野球選手（* 1931年）
- 2006年 - 宮川泰、作曲家（* 1931年）
- 2007年 - 小川勇夫、政治家、第6代神奈川県相模原市長（* 1931年）
- 2007年 - ウィリアム・ウテルモーレン、アルツハイマー画家（* 1933年）
- 2010年 - 木村威夫、映画監督（* 1918年）
- 2010年 - ヴォルフガング・ワーグナー、オペラ演出家（* 1919年）
- 2011年 - パイントップ・パーキンズ、ブルースピアニスト（* 1913年）
- 2011年 - 沖山秀子、女優、歌手（* 1945年）
- 2011年 - ニコライ・アンドリアノフ、体操選手、体操指導者、1972年ミュンヘン・1976年モントリオール・1980年モスクワ五輪金メダリスト（* 1952年）
- 2012年 - 石一郎、アメリカ文学者、作家（* 1911年）
- 2012年 - トニーノ・グエッラ、脚本家（* 1920年）
- 2012年 - 今枝敬雄、政治家（* 1924年）
- 2013年 - エルシー・トンプソン、スーパーセンテナリアン（* 1899年）
- 2013年 - 中島武敏、政治家（* 1928年）
- 2013年 - チヌア・アチェベ、小説家、詩人、批評家（* 1930年）
- 2013年 - ピエトロ・メンネア、陸上競技選手、1980年モスクワ五輪金メダリスト（* 1952年）
- 2014年 - ジャック・フレック、プロゴルファー（* 1921年）
- 2014年 - ジェームズ・レブホーン、俳優（* 1948年）
- 2015年 - 村田倉夫、実業家、第7代京成電鉄社長（* 1921年）
- 2015年 - 吉川武彦、医学者、精神科医（* 1935年）
- 2015年 - 夢童由里子、人形作家、造形作家、アートプロデューサー、コラムニスト（* 1944年）
- 2015年 - アルバータ・ワトソン、女優（* 1955年）
- 2015年 - ペロ・アグアヨ・ジュニア、プロレスラー（*1979年）
- 2016年 - アンドルー・グローヴ、実業家、第三代インテルCEO（* 1936年）
- 2016年 - 四代目 江戸家猫八、物真似芸人（* 1949年）
- 2016年 - 佐野正幸、スポーツライター、ノンフィクション作家（* 1952年）
- 2017年 - コリン・デクスター、推理作家（* 1930年）
- 2017年 - アンリ・エマニュエリ、政治家（* 1945年）
- 2017年 - 田中雅博、医師、元真言宗豊山派西明寺住職（* 1946年）
- 2018年 - 吉田嘉清、社会運動家、元原水爆禁止日本協議会代表理事（* 1926年）
- 2018年 - 小山田満月、放送作家、脚本家（* 1948年）
- 2018年 - 大沼明穂、政治家、元静岡県沼津市長（* 1959年）
- 2018年 - 大本萌景、ローカルアイドル（愛の葉Girls）（* 2001年）
- 2019年 - 吉沢久子、評論家、随筆家（* 1918年）
- 2019年 - マルセル・ドゥティエンヌ、古典学者、比較人類学者、古代ギリシア研究者（* 1935年）
- 2019年 - マイケル・コーファー、アメリカンフットボール選手（* 1960年）
- 2020年 - 宮城まり子、女優 （* 1927年）
- 2020年 - 加戸守行、政治家、元愛媛県知事 （* 1934年）
- 2020年 - 増岡弘、声優 （* 1936年）
- 2020年 - 伊井篤史、俳優、声優（* 1939年）
- 2020年 - ロレンソ・サンス、実業家（* 1943年）
- 2020年 - アイリーン・ビエラ、政治学者、中国学者（* 1959年）
- 2021年 - ナワル・エル・サーダウィ、作家、精神科医、人権活動家（* 1931年）
- 2021年 - 濱田滋郎、音楽評論家、スペイン文化研究者、元日本フラメンコ協会会長（* 1935年）
- 2021年 - アダム・ザガエフスキ、詩人、小説家、エッセイスト、翻訳家（* 1945年）
- 2022年 - エヴァ・インゲボルグ・シュルフ、女優（* 1928年）
- 2022年 - 青山真治、映画監督、小説家、音楽家、映画批評家（*1964年）
- 2023年 - ヤネス・ゴリシェク、スキージャンプ選手、建築家、土木技術者（* 1933年）
- 2023年 - ウィリス・リード、バスケットボール選手・指導者（* 1942年）
- 2023年 - 室井尚、美学者、記号学者、横浜国立大学名誉教授（* 1955年）
- 2023年 - 片瀬美月、タレント、グラビアアイドル（* 1996年）
- 2024年 - 西岡孝[11]、実業家、西菱電機創業者（* 1923年）
- 2024年 - トーマス・エドワード・デイマー、哲学者、作家（* 1937年）
- 2024年 - 石井徹也、放送作家、演劇・演芸評論家（* 1956年）
- 2024年 - フレデリック・ミッテラン、政治家、元フランス文化相（* 1947年）

## 記念日・年中行事

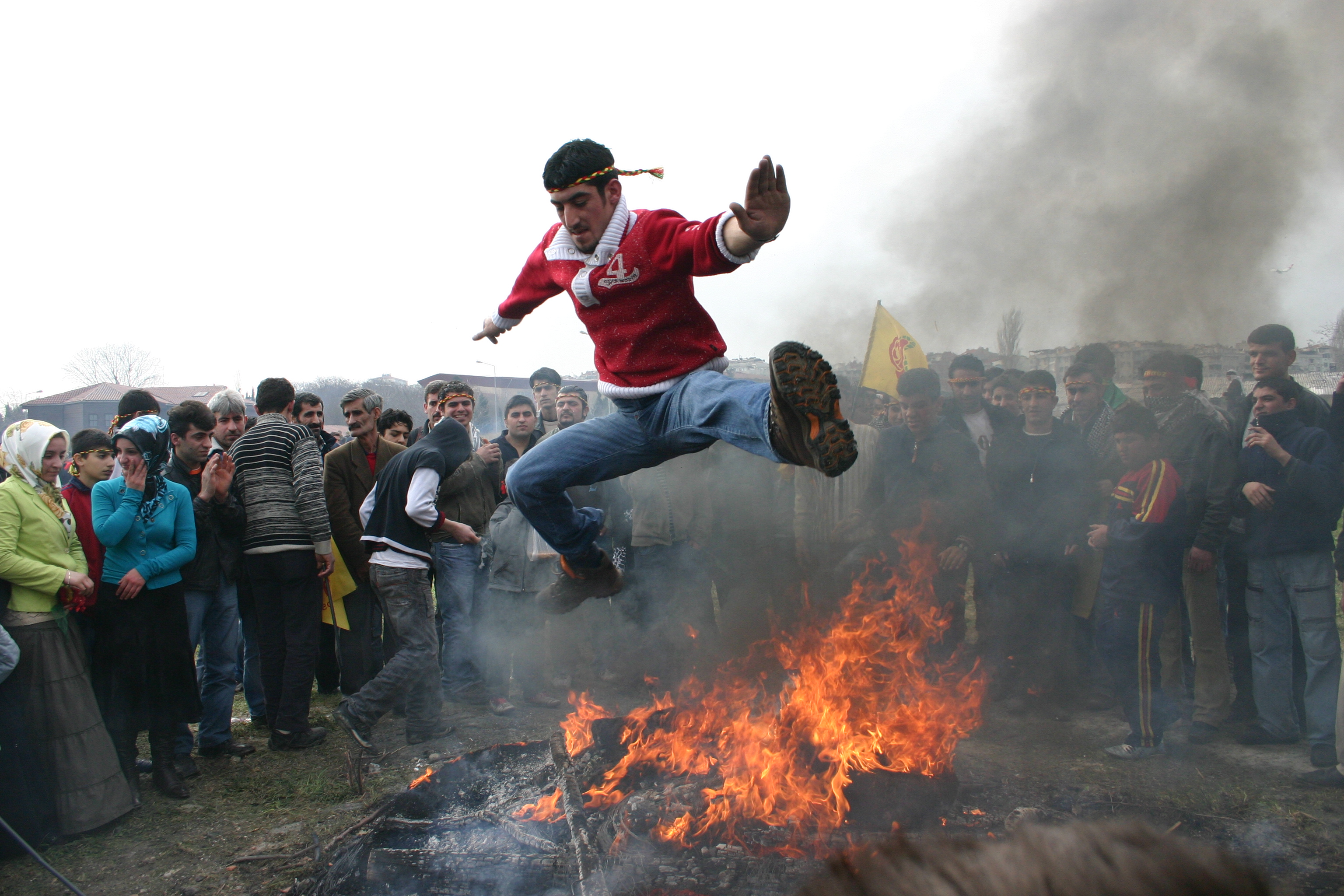
イラン暦の元日「ノウルーズ」を祝うクルドの人々（2006年、トルコ領内）

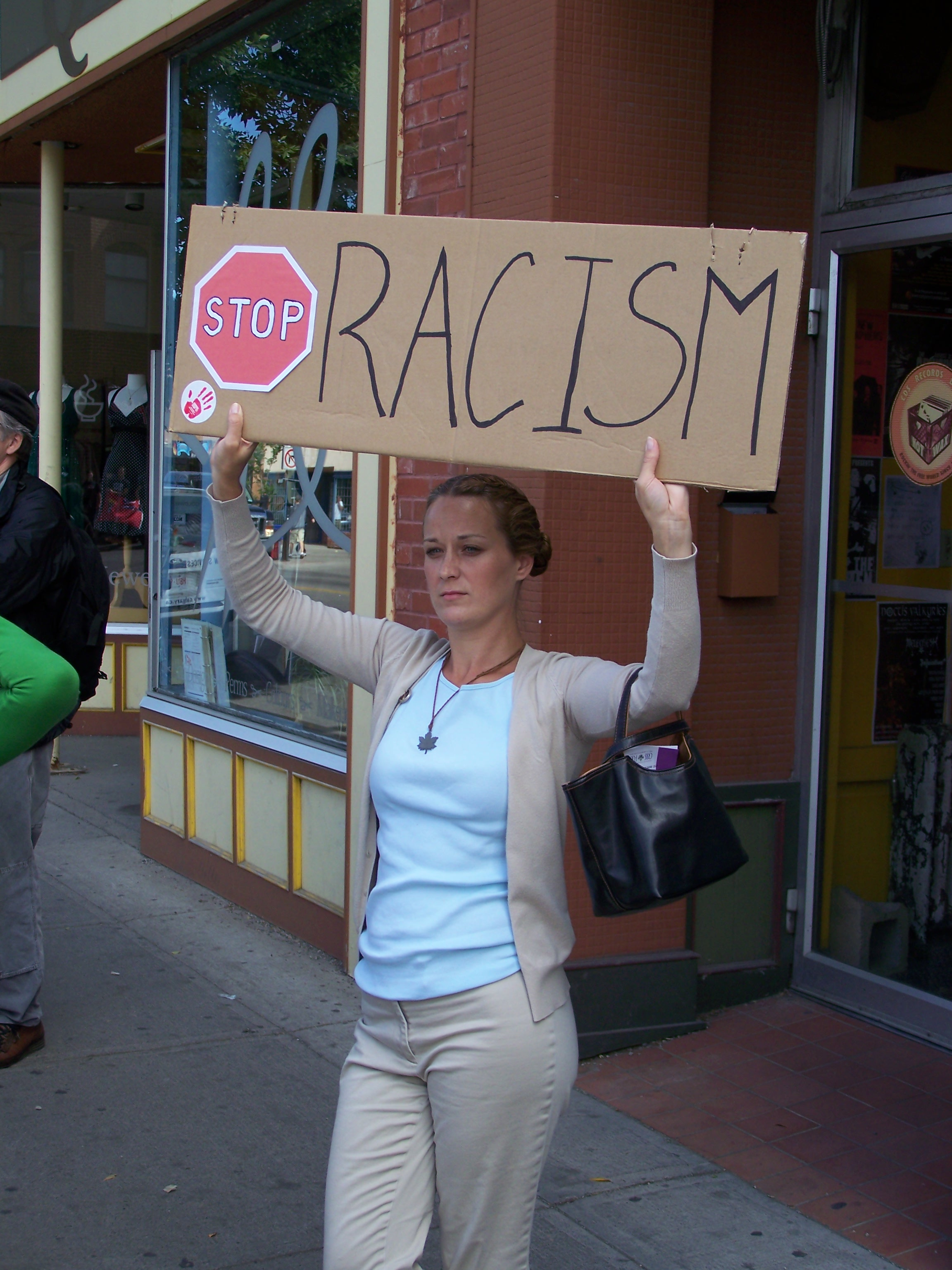
国際人種差別撤廃デーに人種差別の撤廃を訴える人（2007年、カナダ、カルガリー）

- 春分の日 ( 世界)
325年にニケア公会議にて制定。この「春分の日」は宗教上のもので、天文学で決められる「春分」とは異なり、日付は固定されていた[12]。
- 春分（2014年・2015年・2018年・2019年・2022年・2023年など）
二十四節気のひとつ。昼と夜の長さがほぼ同じになる日。
- 春分の日（ 日本）※春分の場合
国民の祝日の一つ。「自然をたたえ、生物をいつくしむ」日。
- イラン・中央アジアの正月（ノウルーズ）
イラン暦の元日。春分と同日。中央アジアの多くの国では3月21日を新年の始まりの日としており、いくつかの国ではその前後を含めて祝日としている。
- 国際人種差別撤廃デー（ 世界）
1966年の国連総会で制定された国際デー。1960年のこの日のシャープビル虐殺事件にちなむ。
- 人権の日（ 南アフリカ共和国）
1994年に制定。
- 世界詩歌記念日（ 世界）
1999年（平成11年）にユネスコが制定。
- 世界ダウン症の日（ 世界）
世界ダウン症連合 (Down Syndrome International, DSI) が2006年に制定、2012年、国際連合が認定[13]。
ダウン症患者の大多数が通常は2本の21番染色体が3本あるという異常によることから。
- 独立記念日（ ナミビア）
1990年（平成2年）のこの日、ナミビアが南アフリカ共和国から独立した。
- ランドセルの日（ 日本）
月日の3、2、1を足すと小学校の年数である6になることに由来。
- カラー映画の日（ 日本）
1951年（昭和26年）のこの日、国産初の総天然色（カラー）映画『カルメン故郷に帰る』が公開された。松竹大船撮影所による製作で、ほぼ全編を浅間山山麓でロケ撮影し、国産初の「総天然色映画」として公開されて話題を呼んだ。
- 和泉式部忌（ 日本）
平安時代の歌人、和泉式部の命日は定かでないが、ゆかりの寺院である京都市の誠心院や、誓願寺では、長和3年（1014年）3月21日を忌日として、毎年法要が営まれる。
- 弘法大師御影供（月命日）（ 日本）
真言宗の開祖空海は、承和2年（835年）3月21日入定。新暦では4月21日にあたり、金剛峯寺、東寺、川崎大師・西新井大師等ゆかりの寺院では「正御影供」が執り行われる。空海は、室戸岬の御厨人窟（みくろど／現・室戸市）で修行をしているとき悟りを開き、洞窟の中で目にした空と海に感銘をうけ、空海と名乗ったと伝わる。
弘法大師の諡号は、東寺長者観賢の奏上により、延喜21年（921年）10月27日、醍醐天皇から贈られた。